# Hans August Bidder
Hans August Bidder fue un diplomático alemán.
- Fue hijo de Louise Petricat y Edwin Otto Bidder Rektor de escuela.
- En 1922 ingresó al Servicio de la exterior.
- De 1935 a 1941 fue consejero de embajada en Pekín, Nankín y Chongqing.
- De 1941 a 1945 fue cónsul general en Nankín.
- De 1954 a 1959 fue embajador en Addis Abeba (Etiopía).
- De 1960 a 1962 fue embajador en Bangkok (Tailandia).[2]
- Como su última esposa Irmgard en 1979 y su hijo Alejandro fue enterrado en el cementerio St.-Annen-Kirchhof (Berlin).
- Fue coleccionista de alfombras de Turquestán Oriental y Ordos bronces.
- En 1965, el Museo de arte asiático de Berlín, compró la colección de más de cien "Ordos bronces", que Hans Bidder había recogido en China antes de la Segunda Mundial Guerra.[3]